# Crn Vrv
Crn Vrv (en albanés: Maja e Zezë; en macedonio: Црн Врв, Crn Vrv; en serbio: Црни врх/Crni vrh) es una montaña en el territorio de Kosovo (disputada por Serbia) y Macedonia del Norte. Es parte de la cordillera de los Montes Šar y alcanza los 2585 m de altura. Al este de la montaña está Peskovi (2651 m) y al oeste, Kobilica (2528 m).